# Temerin
Temerin (Servisch: Темерин) is een gemeente in het Servische district Zuid-Bačka.
Temerin telt 28.275 inwoners (2002). De oppervlakte bedraagt 170 km², de bevolkingsdichtheid is 166,3 inwoners per km².
De bevolking bestaat voor 50% uit Serviërs. De Hongaren vormen met 43% van de bevolking de belangrijkste minderheid. (Zie Hongaarse minderheid in Servië.)
Naast de hoofdplaats Temerin omvat de gemeente de plaatsen Bački Jarak en Sirig.

## Geschiedenis
Temerin ligt op een plek die al in de oudheid werd bewoond, er liggen restanten van Romeinse schanzen in de nabijheid van de stad. In 1332 werd het voor het eerst in pauselijke geschriften genoemd als Temeri. In 1522 werd het genoemd als Themeri als deel van het Hongaarse comitaat Bács. Na 1526 komt het gebied in handen van de Ottomanen. Na de verovering van het gebied door de Habsburgers wordt het gebied het bezit van Miklós Gbelányi et Mihalek. De plaats wordt dan Almás genoemd en wordt deel van het comitaat Bodrog. In 1796 gaat het bezit over naar Graaf Sándor Széchen. In 1799 worden stadsrechten toegekend aan Temerin. In dat zelfde jaar verhuizen 178 Servische families naar een nieuwe nederzetting in de buurt, hun plek wordt ingenomen door Hongaren een Duitsers. In 1804 verrijst er een nieuwe Rooms Katholieke kerk in het midden van Temerin. Tijdens de Hongaarse opstand in 1848 gaat de hele stad in vlammen op, pas in 1850 keert de bevolking terug. 
In 1867 wordt Temerin deel van het Hongaarse deel van de Oostenrijks-Hongaarse monarchie. Tijdens de eerste Hongaarse volkstelling in 1880 wonen er 7.865 personen in Temerin, 81,2% van de bevolking is Hongaarssprekend, 12,9% Duitstalig. De plaats ontwikkelt zich door en tijdens de volkstelling van 1900 zijn er al 9.518 inwoners In 1914 breekt de Eerste Wereldoorlog uit, in de nasleep van deze oorlog wordt Oostenrijk-Hongarije uit elkaar getrokken en worden nieuwe grenzen getrokken. Er ontstaat een nieuw land in het zuiden; Joeegoslavië. Temerin gaat deel uitmaken van dit land hoewel haar bevolking ook tijdens de eerste volkstelling van Joegoslavië in 1921 toont dat de Hongaren de meerderheid van de bevolking vormen (87,1% in 1921). De regering van Joegoslavië begint in de jaren '20 van de vorige eeuw met de vestiging van meer Serviërs in de gemeente. Daartoe wordt ten zuiden van Temerin een nieuwe nederzetting opgericht; Staro Đurđevo (door de Hongaren Kolónia genoemd). In 1930 laat de volkstelling zien dat de bevolking is gegroeid naar 11.290 inwoners en dat naast Hongaren en Duitsers de bevolking nu ook voor 12,7% bestaat uit Serviërs. 
Als de Tweede Wereldoorlog uitbreekt, neemt Hongarije in 1941 het gebied weer in. Dit zal tot 1944 duren, in de oorlog begaan de Hongaarse troepen in een aantal razzia's oorlogsmisdaden tegen de Servische bevolking. In 1945 nemen de Servische partizanen wraak door Hongaarse burgers te doden. Na de oorlog komt het gebied weer toe aan Joegoslavië. Vanaf 1946 begint de systematische verhuizing van Serviërs en andere Slavische families naar Temerin. Tijdens de volkstelling van 1948 zijn er 11.438 inwoners, 82,9% Hongaren en 16,6% Serviërs. 5 jaar later is het aandeel van de Serviërs in de volkstelling van 1953 gegroeid naar 17,6%. Tot de jaren '80 is er sprake van een langzame groei van de bevolking naar 14.875 inwoners, het aandeel Hongaren neemt geleidelijk af door de toestroom van Serviërs. Bij de volkstelling van 1981 zijn de Hongaren teruggedrongen tot 65% van de bevolking, de Serviërs zijn met 28,2% al een behoorlijk grote groep aan het worden. 
Als de Servische nationalisten de Balkanoorlogen starten zal Temerin voorgoed van kleur gaan verschieten. Tijdens de oorlogen vluchten Hongaren naar Hongarije en wordt hun plek ingenomen door vluchtelingen uit allerlei delen van het voormalige Joegoslavië. In 1991 laat de volkstelling zien dat 55,9% van de mensen Hongaarstalig is, 10 jaar later laat de volkstelling van 2001 zien dat de Hongaren een minderheid zijn geworden in eigen stad: 42,6% van de bevolking is dan Hongaarstalig. Tussen 1991 en 2011 groeit de bevolking van ruim 16.000 personen naar ruim 19.000 personen. In 2011 is Temerin een Servische stad geworden met een Hongaarse minderheid van circa 37%.

### Historische bevolkingsopbouw Gemeente Temerin
2011
- Serviërs: 19.112 (67,56%)
- Hongaren: 7.460 (26,37%)

Totaal: 28.287
2002
- Serviërs: 18.155 (64,2%)
- Hongaren: 8.341 (29,49%)

Totaal: 28.275 inwoners

### Historische bevolkingsopbouw Stad Temerin

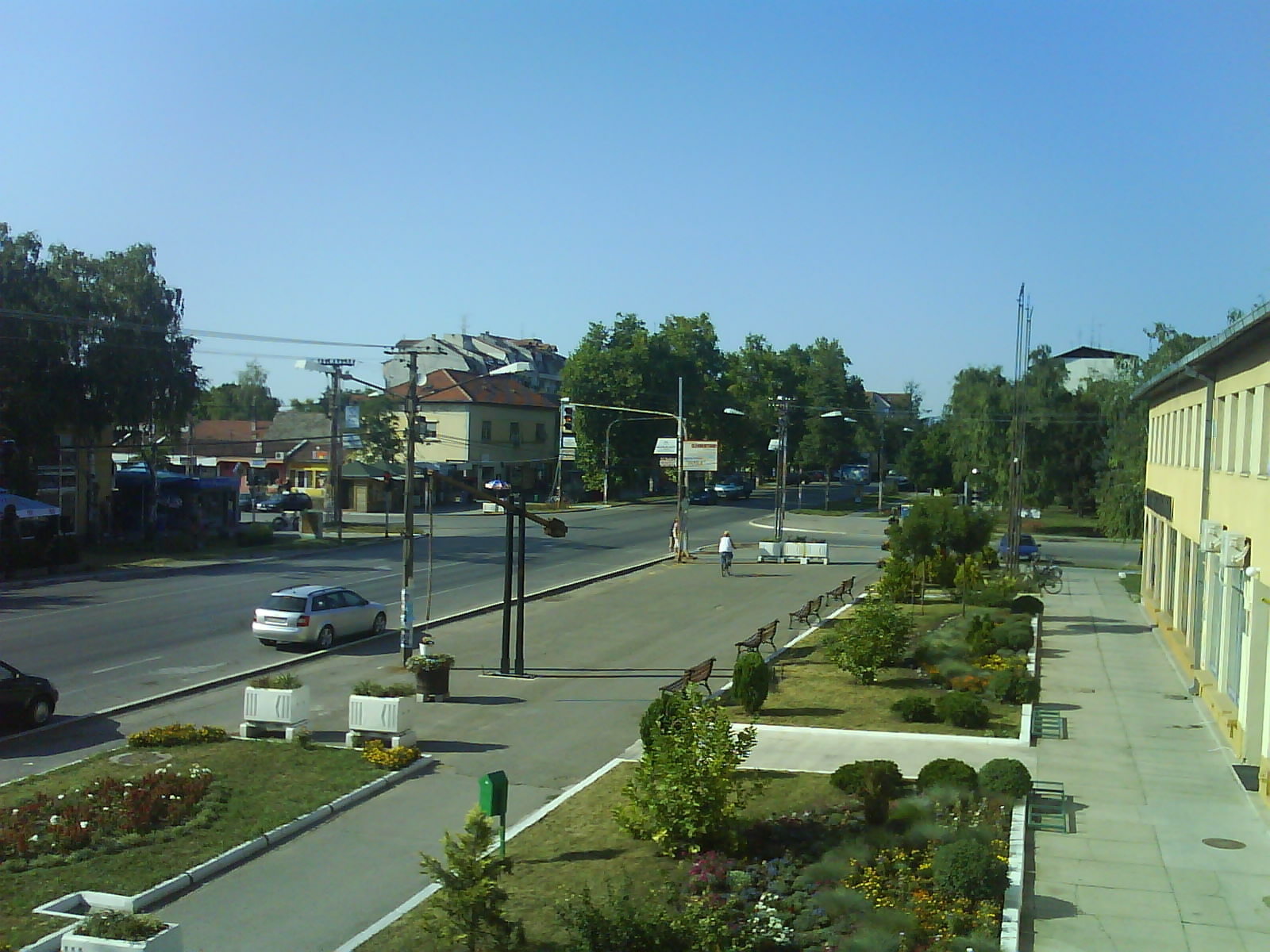
Temerin

2011
- Serviërs: 16.499 (65,09%)
- Hongaren: 7.358 (29,03%)

2002
- Serviërs: 9.660 (50,27%)
- Hongaren: 8.187 (42,60%)